# 修女與魚
“修女與魚”（The Fish Story）是一個起源於歐美直播平臺图奇的网络爆红事物。直播主Niki在圖奇直播，其中一段有關“魚”的内容被認爲“獵奇”，再搭配Niki表情進而成爲網絡迷因。

## 經過
2021年10月，美國直博主Niki在圖奇上直播節目“告解室”：該節目内容爲Niki本人身著天主教修女服，手持玫瑰念珠扮演修女，聆聽觀衆“懺悔”。在觀衆連線告解后，Niki將嘗試勸解並引導懺悔者；與此同時直播間將發起投票，由現場觀衆決定該懺悔者是否應當接受，其是“下地獄”還是“上天堂”。
自稱是“Q”的英國粉絲連線Niki，説出以下言論：他自述13岁那年常與父親去湖邊釣魚。一日，Q像往常般釣到一隻魚，卻對它產生了“特別的情感”，以至於當父親催促其將魚放生，他選擇將魚藏匿進内褲。當乘車返家時，因魚鱗摩擦使其勃起，射精，最終該魚死於下體，他回家後本想埋葬魚，但認爲“需要對魚的現況負責”於是將魚尸藏在臥室冰箱。在一周的時間裏，Q時常拿魚來「使用」。一周后，腐敗氣味散開在家中，最終其父發現魚尸，呵斥Q應埋葬它。Q在埋葬好魚后稱對“與魚的分別”感到“難過”，並表示自己其實並不喜歡吃魚，可是在此之後Q就無法在不想著那條魚時自慰了。
期間，Niki一直刻意不讓情緒湧現，其忍耐的表情是有關網絡迷因重要組成。Niki對Q說：“[...]我的孩子，我甚至不知道是否該勸您懺悔，因爲我也不知道這對你而言是否有用”。現場觀衆多數認爲Q的罪責不會得到寬恕，應當下地獄，而魚應當上天堂。在解除連線前，Q説了最後幾句話：“我們怎麽能知道魚的想法呢？説不定魚最後是快樂的”并對自己即將下地獄感到“失落”，但他并不是為自己下地獄而懊悔，而是因爲“這樣就見不到魚了”。

## 影響
該段内容隨後被製作成表情包在内的網絡迷因，在歐美等地流行。同時在遠東地區也有影響，如一位台灣的角色扮演愛好者在漫展FF39時就扮演Niki裝扮的修女，同時拿著塑膠魚。此類cosplay行爲獲直播主本人認可。同時，有關“修女與魚”主題的商業產品亦有出臺，比如在中國大陸網絡購物網站淘寶就有商家推出魚形狀的飛機杯。儘管該情趣用品是所謂修女型飛機杯的附贈品，但商家表示似乎客人對魚更感興趣。在百度貼吧等網站亦有人仿照Niki搭建“懺悔室”貼吧，並引用這個迷因；中國游戲門戶網站游俠網引据網絡用戶調侃，如若真的拿魚類來“使用”，則推薦使用吸吮進食的鯉魚。